# Unam Sanctam
Unam Sanctam (всякая тварь подчинена Папе) — булла папы Бонифация VIII от 18 ноября 1302 года, в которой получили законодательное выражение все притязания средневекового папства.
Церковь, по этой булле, имеет единого Господа, единую веру, единокрещение и единого видимого главу, который есть представитель Христа и преемник апостола Петра. В руках его находятся те два меча, о которых говорится в Евангелии от Луки, (22:38) и под которыми нужно разуметь меч духовный и меч светский. Непосредственно осуществляется папой только власть духовного меча, то есть слова; материальный меч вручается папой в светские руки и извлекается в защиту церкви не самим папой, а, по его мановению, рукой королей и солдат. Как светский меч должен быть в подчинении духовному, так и светская власть должна быть подчинена духовной; последняя поставляет первую и судит её, если она отклоняется от правого пути. Вообще подчинённость всякого человеческого существа римскому первосвященнику есть догмат веры, необходимый для спасения души (см. Папство). Попав в Corpus juris Canonici, булла Unam sanctam стала общим церковным законом католической церкви, а со времени провозглашения на Ватиканском соборе догмата папской непогрешимости взгляд буллы на отношение между светской и духовной властью получил значение догмата.

## Исторический контекст
Созванному в Рим церковному собору из французских прелатов король Филипп IV противопоставил собор из баронов, прелатов и городов, которые заявили Папе, что в светских делах они, кроме Бога, подчинены только королю, получившему свою власть Божьей милостью.
Бонифаций VIII ответил 18 ноября 1302 буллой «Unam Sanctam» (всякая тварь подчинена Папе), отлучил Филиппа от церкви, объявил его сверженным с престола и предложил французскую корону немецкому императору Альбрехту I.
Король, со своей стороны, обвинил Папу в нечестии, симонии, развратной жизни и пригрозил ему церковным собором. В то же время он отправил в Италию главу французских легистов, канцлера Гийома де Ногаре, с поручением захватить Папу и отвести его в Лион. Соединившись с Колоннами, Ногаре напал на Бонифация в его резиденции в Ананьи, нанёс ему жестокое оскорбление (Колонна, стащив его с алтаря, ударил его по лицу железной перчаткой) и продержал два дня в плену. Но жители Ананьи освободили Папу и отвезли его в Рим. Боясь отравы, Бонифаций всё время, пока находился в руках своих врагов, отказывался от пищи, чем нажил себе горячку, от которой через месяц и умер.